# Амелия (город)
Аме́лия (итал. Amelia) — город в Италии, расположен в регионе Умбрия, подчинён административному центру Терни (провинция).
Население составляет 10 813 человек, плотность населения составляет 82 чел./км². Почтовый индекс — 5022. Телефонный код — 00744.
Покровительницей города почитается святая Фирмина (Santa Fermina). Праздник города ежегодно празднуется 24 ноября.